# Sylvain Bataille
Pour les articles homonymes, voir Bataille (homonymie).
Sylvain Bataille S.J.M.V., né le 22 juillet 1964 à Soissons, est un prélat catholique français, nommé évêque de Saint-Étienne en mai 2016.

## Biographie

### Origine
Né en 1964, il est issu d'une famille d'industriels du sud de l'Oise. Son grand-père, Georges Bataille, fut le fondateur de l'entreprise Poclain dont le succès reposa sur l'invention de la pelle hydraulique.

### Formation
Après une formation initiale au séminaire de Paray-le-Monial, il étudie la théologie à l'université grégorienne à Rome de 1985 à 1988 et à l'Institut catholique de Paris où il obtient une licence canonique de théologie, option liturgie et théologie sacramentaire. Il est ordonné prêtre en 1989 pour le diocèse de Beauvais.

### Société Jean-Marie-Vianney
En 1990, Guy-Marie Bagnard fonde avec quelques jeunes prêtres, dont Sylvain Bataille, la société Jean-Marie-Vianney. Cette société rassemble des prêtres diocésains qui désirent vivre leur sacerdoce à l'exemple du curé d'Ars et dans une vie de fraternité.

### Principaux ministères
En 1990, il est vicaire à la cathédrale de Beauvais et aumônier de l'enseignement public. En 1995, il est curé de la paroisse Notre-Dame de Picardie-Verte à Grandvilliers. En 1998, il est l'auteur du parcours de catéchèse Tu as les paroles de la vie centré sur la redécouverte des évangiles.
En 2000, il est supérieur du séminaire d'Ars. Il devient recteur du séminaire français de Rome de 2009 à 2014.

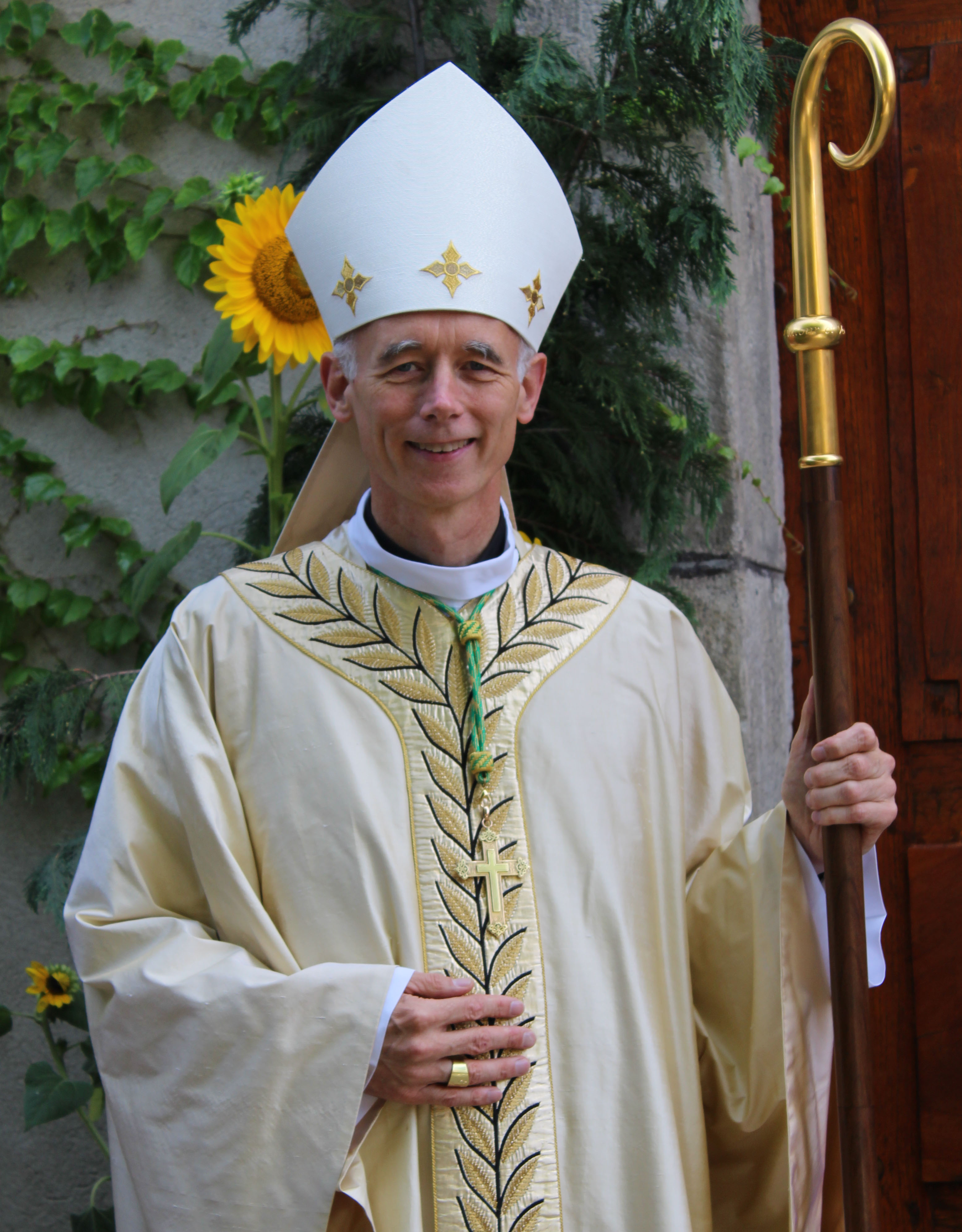
Sylvain Bataille lors d'une célébration chez les Clarisses de Montbrison en 2016.

De retour dans l'Oise, il est nommé curé de la paroisse Saint-François-du-Vexin à Chaumont-en-Vexin, puis à partir de septembre 2015, il est vicaire général du diocèse de Beauvais.
Le 18 mai 2016, le pape François le nomme évêque de Saint-Étienne.
Il est ordonné le 3 juillet 2016 au zénith de Saint-Étienne par le cardinal Philippe Barbarin, assisté de Jacques Benoit-Gonnin, évêque de Beauvais, Noyon et Senlis et son prédécesseur Dominique Lebrun, nommé archevêque de Rouen, et accueilli le lendemain dans la cathédrale de Saint-Étienne lors de la cérémonie d'installation.
Membre de la Commission épiscopale pour la liturgie et la pastorale sacramentelle à la Conférence des évêques de France, il est référent pour l'art sacré et membre du comité de rédaction de la revue Narthex.